# Долгий джонт
«Долгий джонт», или «Джонт» (англ. The Jaunt) — рассказ американского писателя Стивена Кинга, впервые опубликованный в 1981 году.

## Издания и переводы
Кинг планировал опубликовать рассказ в журнале Omni, но получил отказ, так как рассказ был признан «недостаточно научным». Впервые рассказ был опубликован в журнале The Twilight Zone в 1981 году. В 1983 — вошёл в антологию Great Stories from Rod Serling’s The Twilight Zone Magazine. В 1985 рассказ вошёл в авторский сборник «Команда скелетов», в составе которого неоднократно переиздавался.
На русский язык рассказ был впервые переведен А. И. Корженевским как «Долгий джонт» и был опубликован в журнале «Изобретатель и рационализатор» № 9 от 1988 года. Перевод Корженевского в дальнейшем неоднократно переиздавался, в переработке 1997 года — издательством АСТ. В 1996, в переводе О. Н. Рудавина — «Джонт», рассказ был издан харьковским ООО фирма «Дельта» в составе сборника «Команда скелетов».

## Сюжет
Действие рассказа происходит на Земле в далеком будущем, после изобретения телепортации — так называемого джонта. Семья Оутсов, состоящая из Марка Оутса (англ. Mark Oates), его жены Мерилис (англ. Marilys) и их детей, двенадцатилетнего Рикки (англ. Ricky) и девятилетней Патти (англ. Patty), отправляется на Марс на два года, так как Марка направили туда в долгосрочную командировку. Пока служба джонтирования подготавливает других пассажиров к джонт-прыжку, Марк решает рассказать своим детям об истории изобретения джонта. Его изобрел в 1987 году, в США, учёный Виктор Карун (англ. Victor Carune). В своей лаборатории он построил два действующих портала в разных концах помещения, когда Карун закидывал какой-нибудь предмет в один портал, тот появлялся из другого. Но когда Виктор телепортировал мышей, они сразу умирали после этого, а из двух телепортируемых рыбок, одна умерла, вторая же выжила и осталась прежней. Вскрытие так и не показало, отчего скончались животные.
Вскоре изобретение попало к правительству и те использовали его на полную катушку: все грузы, перевозимые поездами, машинами и пароходами, стали просто джонтироваться, потом стали телепортировать и людей. Вдобавок человечество стало осваивать другие планеты, просто отправляя на них автоматические корабли с джонт-станциями, а затем туда уже телепортировались астронавты. Телепортацией пользовалась даже мафия, посредством обнулённых джонт-станций избавляясь от своих жертв, ведь без координат другого портала, физическое тело джонтировалось в неизвестность.
Но самой важной особенностью джонта являлось то, что существа с достаточно развитой высшей нервной деятельностью (люди, мыши, в меньшей степени рыбы) не могли совершать джонт в бодрствующем состоянии — такой джонт ведёт к безумию и скорой смерти. Для спящих же людей джонт абсолютно безвреден. По легенде, один доброволец, осужденный на казнь преступник по имени Руди Фоггиа (англ. Rudy Foggia), прошел через портал в сознании и вышел оттуда поседевшим и сошедшим с ума, крича, что провёл там вечность, после чего умер от инфаркта. Учёные пришли к выводу, что, хотя джонт физически осуществляется почти мгновенно, для сознания телепортация длится очень долгое время, возможно, миллионы лет, и если разум при джонтировании не спит, то остаётся наедине со своими мыслями бесконечно долго. Марк старается преподнести детям этот факт помягче, чтобы не испугать их и жену — в отличие от него, они джонтируются первый раз.
По прибытии на Марс Марк с ужасом обнаружил, что его сын Рикки обманул джонт-службу, притворившись спящим, и прошёл джонт бодрствуя. Рикки поседел и сошел с ума; крича Марку, что тот не представляет, как долго он там находился, мальчик стал выцарапывать себе глаза, после чего его увезли джонт-служащие.

## Персонажи
- Марк Оутс (англ. Mark Oates) — сотрудник компании Texaco Water, направленный в марсианское поселение Уайтхед-Сити (англ. Whitehead City) на два года.
- Мерилис Оутс (англ. Marilys Oates) — его жена.
- Рикки Оутс (англ. Ricky Oates) — их двенадцатилетний сын, любознательный и склонный к авантюрам мальчик.
- Патриция Оутс, Патти (англ. Patricia (Patty) Oates) — младшая дочь Оутсов девяти лет.
- Виктор Карун (англ. Victor Carune) — изобретатель джонта (1987), американский физик конца двадцатого века. Впоследствии стал номинальным главой глобальной джонт-программы, но фактически был отстранен от руководства. Официальной датой его смерти называют 1996 год, но за множеством мифов об этой легендарной персоне правду узнать не представляется возможным. Появляется только как герой рассказа Марка.
- Руди Фоггиа (англ. Rudy Foggia) — полумифический доброволец-испытатель джонта, осужденный убийца, рискнувший пройти джонт в бодрствующем состоянии в обмен на помилование. Обезумел в процессе испытаний и умер от инфаркта. Появляется только как герой рассказа Марка.

## Элементы научной фантастики
В рассказе значительное место занимают элементы научной фантастики. Особенное внимание уделяется концепции джонта.
Действие рассказа происходит в начале XXIV века. К этому времени широко используется джонт, он же «процесс Каруна» — телепортационная технология, открытая в 1987 году Виктором Каруном (рассказ был написан в 1981 году). Благодаря джонту успешно колонизированы Марс и Венера.

### Джонт
По изложенной в рассказе истории, к середине восьмидесятых годов XX века американский физик Виктор Карун при начальном государственном финансировании сумел соорудить прибор для телепортации. Первоначальной целью экспериментов было доказательство возможности телепортации ионов. Телепортационная установка состояла из двух порталов, между которыми предполагалась телепортационная связь, которую осуществлял компьютер. Заряженные частицы должны были регистрироваться камерой Вильсона, их прямое попадание в камеру из ионного источника пресекалось свинцовым занавесом между порталами. С 1985 года телепортация ионов была зарегистрирована Каруном всего дважды, и этот результат он не счел воспроизводимым.
В 1987 году Карун случайно частично телепортировал в обе стороны свою ладонь. Это не привело ни к каким повреждениям его тела. При телепортации обычных предметов (карандаш, ключи, воздушный шарик) и сложных приборов (калькулятор) каких-то изменений в них он не обнаружил. С животными же наблюдалась другая картина. Белые мыши, телепортировавшиеся полностью, практически сразу умирали, телепортировавшиеся частично, если не телепортировался мозг — оставались здоровы. Две аквариумные рыбки показали разные результаты — одна умерла, вторая, некоторое время пробыв в шоке, восстановила нормальную деятельность.
В 1988 году джонт широко анонсировался, что привело к резкому изменению экономической обстановки в мире. Фактически джонт заменил собой транспортировку грузов. Время джонтирования было порядка пикосекунды. Воспроизведение структуры телепортирующегося объекта берет на себя компьютер, причём отмечено, что никаких ошибок ни разу не было. При этом мощность компьютера для полноценного копирования структуры человека должна быть огромна, что недостижимо даже при технологиях XXI века. Кинг не уделяет внимания этой проблеме, которая в обзорной статье М. Попова о телепортации в журнале «Мир фантастики» приводится как одно из основных узких мест информационной телепортации.
До начала XXI века проводились тесты на живых организмах. Было установлено, что усыплённые подопытные животные переносят джонт без изменений в физиологии, и на их потомстве это никак не отражается. Потом начали проводить эксперименты на спящих людях-добровольцах из числа заключённых, они были успешны. В 2007 году, по слухам, впервые был проведен эксперимент на бодрствующем человеке — некоем Руди Фоггиа, приговоренным к смертной казни, и добровольно согласившимся на эксперимент в обмен на полное помилование. Однако по прибытии в пункт назначения Фоггиа успел сказать лишь «Там вечность!», после чего умер от инфаркта. За триста последующих лет было зарегистрировано около тридцати подобных случаев, все перенёсшие джонт либо умирали, либо полностью сходили с ума и ничего не могли сообщить.
В рассказе высказано предположение, что, в отличие от физических объектов, сознание, «чистый разум», является неделимым, и переносясь джонтом, мыслящие существа субъективно переживали очень длинный промежуток времени. Этот нюанс был отмечен в обзорной статье М. Попова, как одна из проблем телепортации, обсуждающихся в фантастике.

### Колонизация планет Солнечной системы
Изобретение джонта позволило преодолеть нефтяной кризис, поставляя нефть с Марса. Кинг экстраполировал нефтяной кризис 1973 года на все восьмидесятые и дальше, хотя в реальности цены на нефть упали в середине восьмидесятых и без изобретения джонта из-за перенасыщения рынка нефти. При этом как причину кризиса Кинг называл полное истощение нефтяных запасов, хотя по современным прогнозам человечество сможет добывать нефть на Земле до середины XXI века. В рассказе упоминается, что на Марсе и Венере содержатся огромные запасы нефти, которых хватит человечеству почти на тридцать тысяч лет. При этом сама возможность существования нефти на Марсе остается открытым вопросом, так как по главенствующей в современной науке теории нефть — продукт органического происхождения, а существование жизни на Марсе до сих пор не доказано, хотя возможность её существования не опровергается. Гипотезы же об огромных запасах нефти на Венере всерьез рассматривались наукой только в первой половине XX века.
Также джонт позволил преодолеть проблему загрязнения воды на Земле: в рассказе описано полное загрязнение всех водных ресурсов Земли к 2030 году. В рассказе описано существование на Марсе водных запасов в виде льда на полюсах, и джонт-транспортировка воды с 2045 года. Действительно, существование на Марсе огромных запасов воды в твёрдом состоянии было окончательно доказано в 2000 году.

## Отсылки и аллюзии в рассказе
Название процесса «джонт» — прямая отсылка к одноимённому процессу телепортации в романе «Тигр! Тигр!» (1956) американского писателя-фантаста Альфреда Бестера. По рассказу, Виктор Карун был поклонником творчества Бестера, и процесс назвал так же, как в его романе. Но если джонт Бестера является психической телепортацией, то есть, осуществляется «силой мысли» и долгое время не мог использоваться на космических расстояниях, то джонт Кинга — информационная телепортация, разложение тела на частицы и их перемещение с высокой скоростью.
В рассказе также упоминается роман Р. Хайнлайна «Дублёр»: в размышлении о мифотворчестве вокруг известных персон, в данном случае, Виктора Каруна.
Автор также сравнивает открытие Каруна с открытием Белла — телефоном.

## Взаимосвязь с другими произведениями Стивена Кинга
Необходимость пребывать во сне при перемещении в пространстве или времени была впоследствии использована Кингом в романе «Лангольеры», написанном в 1990 году. М. Попов в обзорной статье про сны в журнале «Мир фантастики» называет это вторым по популярности использованием темы сна в научной фантастике, а В. Эрлихман в своей книге о творчестве Стивена Кинга — вторичной и антинаучной концепцией.

## Экранизация
В 2015 году кинокомпания Plan B Entertainment приобрела права на экранизацию рассказа. В качестве режиссёра компания привлекла Андрес Мускетти, известного по фильму ужасов «Мама» (2013).

## Признание
В 1988 году рассказ выиграл советскую читательскую премию «Великое Кольцо» как лучшее переводное произведение малой формы. Так как непосредственно премия вручалась только отечественным авторам, а результаты по иностранным произведениям просто объявлялись, в англоязычных источниках по рассказу эта премия не упоминается.

## Интересные факты
- В переводе Корженевского как место действия указан «вокзал Порт-Осорити» в Нью-Йорке. В оригинале речь идет о Port Authority Terminal, видимо, об автовокзале Port Authority Bus Terminal, в будущем включившем в себя джонт-станцию. Термином Port Authority в англоговорящих странах называют организации, обычно государственные, управляющие транспортом в какой-то административной единице.
- Также в переводе Корженевского компания, в которой работает главный герой, называется «Тексас Уотер». В оригинале компания называется Texaco Water — аллюзия на реальную Texaco, крупнейшую нефтегазовую монополию США (в реальности Texaco просуществовала до 2001 года, в котором была поглощена Chevron). При этом в тексте рассказа эта же компания в другом контексте упоминается как «Тексако — Нефть/Вода».